# Leachville
Leachville és una població dels Estats Units a l'estat d'Arkansas. Segons el cens del 2000 tenia 1.981 habitants.

## Demografia
Segons el cens del 2000, Leachville tenia 1.981 habitants, 788 habitatges, i 549 famílies. La densitat de població era de 413,4 habitants/km².
Dels 788 habitatges en un 32% hi vivien nens de menys de 18 anys, en un 56,6% hi vivien parelles casades, en un 10,2% dones solteres, i en un 30,3% no eren unitats familiars. En el 27,5% dels habitatges hi vivien persones soles el 16,5% de les quals corresponia a persones de 65 anys o més que vivien soles. El nombre mitjà de persones vivint en cada habitatge era de 2,51 i el nombre mitjà de persones que vivien en cada família era de 3,07.
Per edats la població es repartia de la següent manera: un 27,3% tenia menys de 18 anys, un 8,2% entre 18 i 24, un 27,1% entre 25 i 44, un 22% de 45 a 60 i un 15,4% 65 anys o més.
L'edat mitjana era de 36 anys. Per cada 100 dones de 18 o més anys hi havia 87,6 homes.
La renda mitjana per habitatge era de 25.789 $ i la renda mitjana per família de 32.574 $. Els homes tenien una renda mitjana de 26.792 $ mentre que les dones 17.083 $. La renda per capita de la població era de 15.360 $. Entorn del 12,4% de les famílies i el 17,3% de la població estaven per davall del llindar de pobresa.

## Poblacions més properes
El següent diagrama mostra les poblacions més properes.